# Vidro temperado

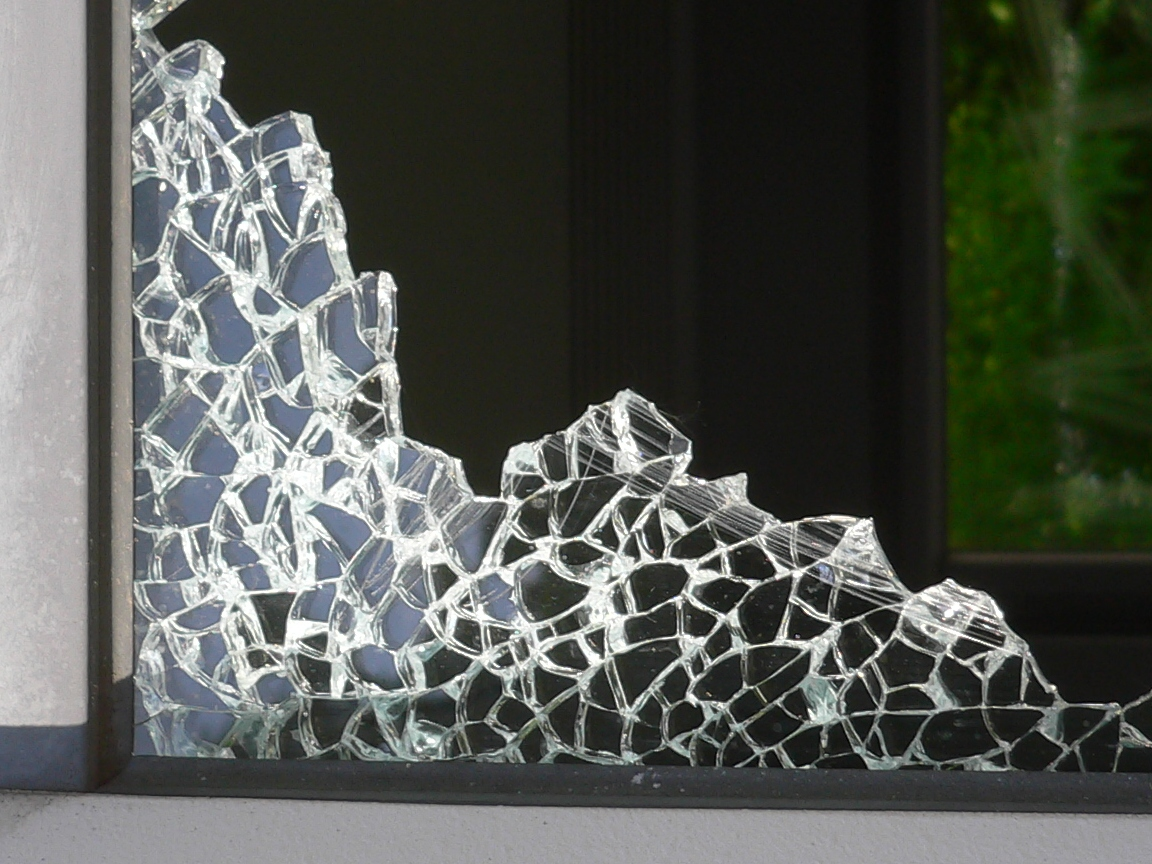
Vidro temperado estilhaçado.

O vidro temperado é o vidro que passou por tratamento térmico (têmpera) ou químico para modificar suas características como a dureza e resistência mecânica.

## Características
O vidro temperado é mais rígido, tem maior resistência térmica e se estilhaça em pequenos fragmentos quando é danificado.

## Usos
Devido a suas características, este vidro ao ser quebrado se estilhaça em inúmeros pedaços pequenos o que o torna-o menos susceptível a causar ferimentos nas pessoas. Ele é de grande utilidade em termos de segurança. É frequentemente utilizado nas janelas laterais e traseiras dos automóveis, além da estar em diversos utensílios de cozinha como panelas ("Pyrex"), prateleiras das geladeiras, pratos e alguns copos também são feitos com vidro temperado. 

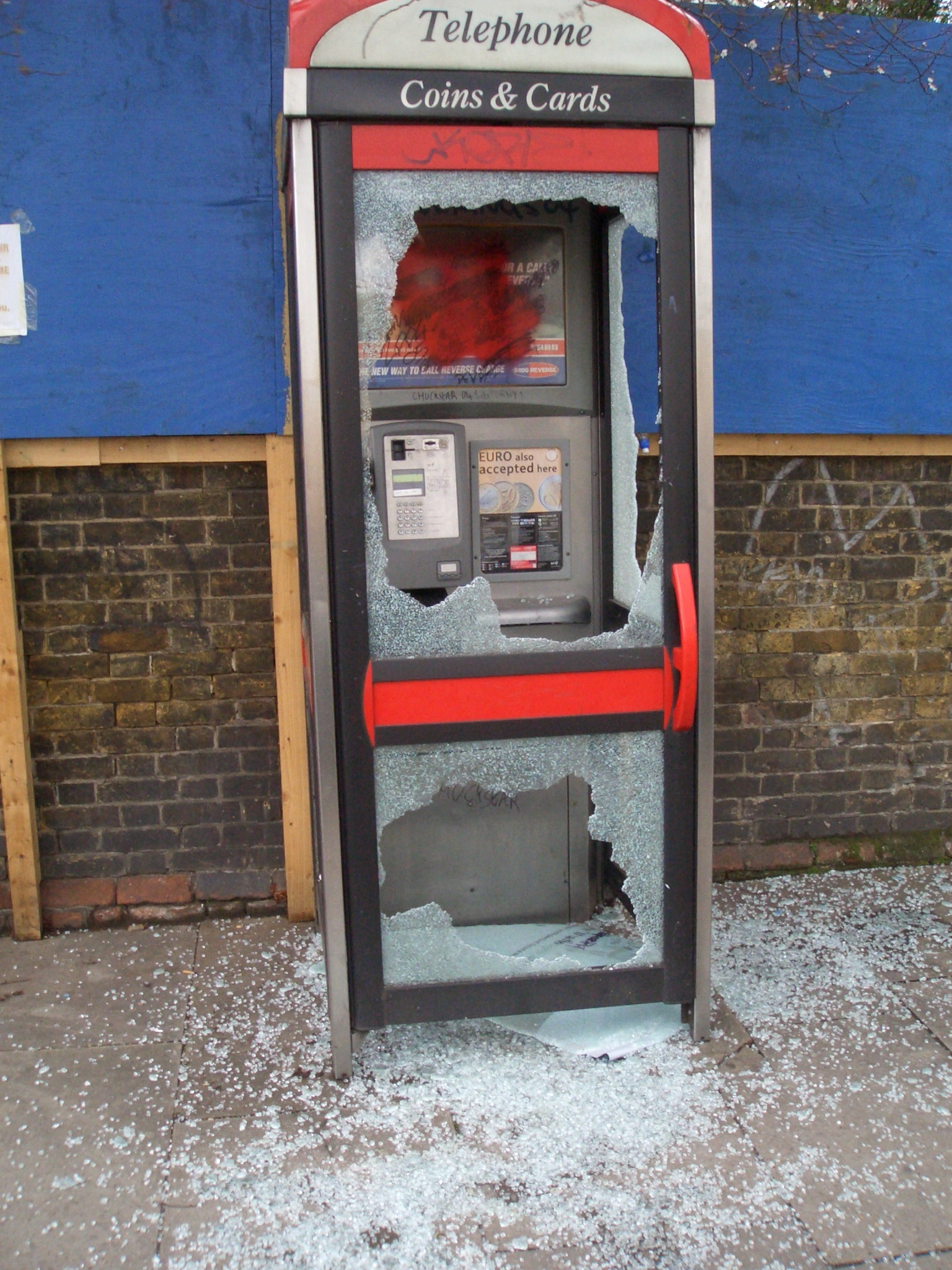
Vidro temperado estilhaçado de uma cabine telefônica em Londres.

## Fabricação
O vidro temperado é normalmente feito a partir do vidro comum (não temperado), a partir de um processo térmico. Este é aquecido a uma temperatura pouco superior a sua Temperatura de transição vítrea. Logo após, jatos de ar frio de alta pressão são acionados sobre a superfície do vidro a partir de bocais localizados em posições que promovam uma taxa de resfriamento na superfície muito maior do que em seu interior.
As paredes do vidro se solidificam e o seu interior ainda está em estado pastoso. Ao se solidificar completamente e voltar à temperatura ambiente, terá acumulado um estado interno de tensão e compressão simultâneas.  
O processo químico alternativo à têmpera térmica é o de troca de íons onde uma lâmina de vidro com pelo menos 100 µm é imersa numa tanque de nitrato de potássio derretido. O processo força os íons do nitrato de potássio aos óxidos de sódio do vidro. A têmpera química resulta num vidro de extrema rigidez mecânica ao preço de uma rigidez térmica menor quando comparado ao vidro temperado comum, sendo utilizado quando é necessária a têmpera de vidros moldados em formas complexas.

## Propriedades
O processo térmico de temperatura melhora consideravelmente as propriedades do produto, conferindo ao vidro temperado uma resistência muito maior que a do vidro comum. A finalidade da têmpera é estabelecer tensões elevadas de compressão nas zonas superficiais do vidro, e correspondentes altas tensões de tração no centro do mesmo.
Experiências levadas a efeito com uma chapa de temperado liso de 6 mm de espessura, demonstram que suporta o impacto de uma esfera de aço de 1 kg deixada cair livremente da altura de 2,00 m; Em idênticas condições um vidro comum de vidraçaria (recozido) quebrou-se numa altura de 0,30 m.

## Desvantagens
O vidro temperado não pode ser cortado ou partido. Os orifícios para hastes ou parafusos e até mesmo o polimento das arestas ou lapidação de suas bordas deve ser feito antes da têmpera pois qualquer dano feito em sua superfície pode resultar no estilhaçamento completo da peça. Apesar de sua maior dureza e rigidez, ele é menos flexível que o vidro comum ou o vidro laminado. A tensão concentrada em pontos de apoio ou suporte podem significar um risco real de estilhaçamento.

## Impactos Ambientais da Produção e Reciclagem de Vidro Temperado
A produção e o descarte de vidro temperado têm implicações ambientais. O processo de fabricação envolve aquecimento a alta temperatura e resfriamento rápido, o que requer um consumo significativo de energia. Isso pode contribuir para as emissões de gases de efeito estufa e a poluição do ar. Além disso, a extração e o processamento de matérias-primas como a areia de sílica podem ter impactos ambientais, incluindo perturbação do solo e uso da água. No entanto, o vidro temperado é 100% reciclável, tornando-o uma escolha sustentável quando descartado adequadamente. A reciclagem de vidro temperado reduz a necessidade de novas matérias-primas e processos de produção intensivos em energia. Métodos de descarte adequados são cruciais para prevenir danos ambientais e garantir que o vidro temperado seja reciclado de forma eficaz.